# کای پولاک
کای پولاک (به سوئدی: Kay Pollak) (زادهٔ ۲۱ مهٔ ۱۹۳۸) کارگردان فیلم اهل سوئد است. از جمله فیلم‌های او می‌توان آنگونه که در بهشت است را نام برد که با آن نامزد دریافت جایزه اسکار بهترین فیلم خارجی‌زبان شده‌است.